# Vioolsonate (Debussy)
De Vioolsonate in g-mineur (L 140) voor viool en piano is een compositie van Claude Debussy uit 1917. 

## Achtergrond
Deze sonate was de laatste compositie van Debussy, die in 1918 overleed. De vioolsonate was bedoeld als derde sonate in een cyclus van zes sonates voor diverse instrumenten. De eerste twee sonates in die onvoltooide cyclus zijn de cellosonate (L 135) en de sonate voor fluit, altviool en harp (L 137). 
De vioolsonate is een redelijk korte sonate, waarvan de uitvoering in totaal ongeveer 13 minuten beslaat. De première was op 5 mei 1917, waarbij de vioolpartij door Gaston Poulet werd gespeeld, en de pianopartij door Debussy zelf. Dit was tevens Debussy's laatste openbare optreden.

## Delen
De sonate kent drie delen:
1. Allegro vivo
2. Intermède: Fantasque et léger
3. Finale: Très animé

## Discografische selectie
- Janáček, Debussy, Poulenc, Ježek: Violin sonatas. Supraphon cd (SU 3547-2 101). Josef Suk - viool, Jan Panenka - piano
- Debussy, Ravel, Messiaen, Dubugnon: Beau Soir. Decca cd Janine Jansen - viool, Itamar Golan - piano
- sonates van Debussy, Ravel en Poulenc; French Connection, JDGRecords, Jeroen de Groot-viool, Bernd Brackman-piano
- Debussy, Ravel, Prokofief in f sonate; Pure Live recording: Jeroen de Groot-viool, Bernd Brackman-piano